# Butterfly (今井絵理子の曲)
Butterfly（バタフライ）は、日本の女性歌手、今井絵理子の8枚目のシングル。

## 解説
- 2003年7月2日にSONIC GROOVEからリリースされた。
- 手塚治虫原作のアニメ映画『ぼくの孫悟空』主題歌。
- 初めて自身で表題曲の作詞を手がけている。
- 結婚・出産前最後のシングル。

## 収録曲
1. Butterfly 
作詞：elly（本人）、作曲：伊秩弘将、編曲：水島康貴
2. Can U feel me?
作詞・作曲・編曲：FUJI（for Family Thing Entertainment）
3. Butterfly (Instrumental)
4. Can U feel me? (Instrumental)

## その他の収録作品
- Butterfly
  - Single Collection〜Stairway〜(CD,DVD)
- Can U feel me?
  - Single Collection〜Stairway〜(CD)

## 商品規格
AVCD-16040 定価￥1,050 (CCCD)